# Krzysztof Dobrowolski (dyplomata)
Krzysztof Dariusz Dobrowolski – polski dyplomata, urzędnik mianowany służby cywilnej, ambasador w Malezji (od 2023).

## Życiorys
Krzysztof Dobrowolski ukończył studia w Instytucie Filologii Orientalnej Uniwersytetu Jagiellońskiego (1996), w ramach których przebywał na rocznym stypendium językowym w Centralnym Instytucie Hindi w Agrze w Indiach. Absolwent VII promocji Krajowej Szkoły Administracji Publicznej (1997–1999).
W 1999 rozpoczął pracę w Ministerstwie Spraw Zagranicznych na stanowisku do spraw stosunków z Finlandią w Departamencie Europy Zachodniej, zajmując się współpracą z tym krajem podczas fińskiego przewodnictwa w Unii Europejskiej. Po roku przeszedł do Departamentu Azji, gdzie odpowiadał za relacje z państwami Azji Południowej i Południowo-Wschodniej. W 2004 objął stanowisko do spraw politycznych, kulturalnych i naukowych w Ambasadzie w Bangkoku, okresowo kierując placówką jako chargé d’affaires. W 2008 został kierownikiem Zespołu ds. Azji Południowo-Wschodniej, a w 2009 zastępcą dyrektora Departamentu Azji i Pacyfiku nadzorującym między innymi relacje z Afganistanem. W latach 2011–2015 był zastępcą ambasadora w Pekinie (a okresowo także chargé d'affaires). Następnie ponownie został zastępcą dyrektora Departamentu Azji i Pacyfiku odpowiedzialnym za współpracę z Chinami i państwami Azji Południowej, później zaś Azji Południowej i Południowo-Wschodniej oraz za współpracę wielostronną. W tej roli m.in. reprezentował Polskę podczas spotkań w ramach procesu Asia–Europe Meeting (ASEM) oraz dialogu Unii Europejskiej ze Stowarzyszeniem Narodów Azji Południowo-Wschodniej (ASEAN). 12 maja 2023 został mianowany ambasadorem w Malezji, akredytowanym dodatkowo w Brunei Darussalam. Misję rozpoczął 31 lipca 2023.
Zna angielski i hindi oraz posługuje się francuskim i tajskim. Żonaty z Agnieszką Czerwik-Dobrowolską, ojciec dwójki dzieci.